# Carol Greider
Carolyn Widney "Carol" Greider, född 15 april 1961 i San Diego, Kalifornien, är en amerikansk molekylärbiolog. Hon tilldelades 2009 Nobelpriset i fysiologi eller medicin tillsammans med Elizabeth Blackburn och Jack Szostak för upptäckten av hur kromosomerna skyddas av telomerer och enzymet telomeras.
Greider tog 1983 kandidatexamen (Bachelor of Arts) i biologi från University of California, Santa Barbara. Hon avlade 1987 doktorsexamen i molekylärbiologi vid University of California, Berkeley, med Elizabeth Blackburn som handledare. Hon arbetade därefter vid Cold Spring Harbor Laboratory, innan hon 1997 kom till Johns Hopkins University.
Greider upptäckte 1984 enzymet telomeras, när hon arbetade tillsammans med Elizabeth Blackburn. Hon har varit en pionjär i forskning kring strukturen hos telomerer, ändarna av kromosomer.
Greider invaldes som ledamot av The National Academy of Sciences 2003. Hon tilldelades Albert Lasker Award for Basic Medical Research 2006, tillsammans med Blackburn och Szostak, som hon 2009 delade Nobelpriset med.